# Niederuhna
Niederuhna (hornolužickosrbsky Delni Wunjow) je místní část velkého okresního města Budyšín v Horní Lužici v německé spolkové zemi Sasko. Nachází se v zemském okrese Budyšín a má 25 obyvatel.

## Geografie
Niederuhna leží severozápadně od centra města Budyšín a severně navazuje na Oberuhnu. Okolí zástavby je převážně zemědělsky využívané. Skrze vesnici prochází Svatojakubská cesta.

## Historie
První písemná zmínka pochází z roku 1500, kdy je ves uváděna jako Clein Vnaw. Roku 1936 se Niederuhna připojila k Schmochtitz. V roce 1948 se celá obec připojila k Salzenforstu, od roku 1969 pak patřila Niederuhna k obci Salzenforst-Bolbritz, od roku 1994 ke Kleinwelce a od roku 1999 k Budyšínu. Od roku 2020 je oficiálně vedena jako samostatná místní část.

## Obyvatelstvo
Vesnice náleží k lužickosrbské oblasti osídlení.